# Phyllodromica cretensis
Phyllodromica cretensis es una especie de cucaracha del género Phyllodromica, familia Ectobiidae. Fue descrita científicamente por Ramme en 1927.
Habita en Grecia.